# Tom Glocer
Tom Glocer (8 de outubro de 1959) é um executivo estadounidense, atual CEO da Thomson Reuters e antigo CEO da Reuters.